# Heribert Jürgens
Franz Heribert Jürgens (* 3. Juli 1949 in Bonn) ist ein deutscher Kinderarzt, Onkologe und Krebsforscher. Seine wissenschaftlichen Schwerpunkte waren Sarkome bei Kindern und Jugendlichen, Knochentumoren und Ewing-Sarkom. Seit dem 1. März 2015 befindet sich Heribert Jürgens im Ruhestand.

## Akademischer und beruflicher Werdegang
Jürgens promovierte 1975 an der Universität Düsseldorf, 1982 folgte dort die Habilitation. Im Jahr darauf erhielt er die Lehrbefugnis. 1986 wurde er in Düsseldorf zum Professor auf Zeit und 1989 zum außerplanmäßigen Professor ernannt. 1991 wechselte er auf eine C4-Professur an der Universität Münster.

## Ehrungen – Auswahl
Der Wissenschaftler gehört weiterhin internationalen medizinischen Gremien und Organisationen an. Er ist Träger zahlreicher Auszeichnungen und Ehrungen wie zum Beispiel:
- 2001 ELPIDA-Award for Cancer Research, Athen (Griechenland)[2]
- 2013 Verdienstkreuz 1. Klasse der Bundesrepublik Deutschland[3]
- 2015 "Life Time Achievement Award"   ECCO/SIOP-E – European Society of Pediatric Oncology
- 2017 Deutsche Krebshilfe Preis[4]